# Мост Махатмы Ганди
Мост Махатмы Ганди — автомобильный мост через реку Ганг, соединяющий город Патна на юге с Хаджипуром на севере штата Бихар, Индия. Его длина составляет 5750 метров (18 860 футов), и это второй по длине речной мост в Индии. Является частью автомагистралей национального значения №22 и №31.

## История
До строительства моста единственной связью с Северным Бихаром был мост Раджендра, открытый в 1959 году. Проект моста для соединения Северного Бихара с остальной частью штата и частью Национальной трассы 19 (NH19) был одобрен Центральным правительством в 1969 году. Строительство велось компанией Gammon India Limited в течение десяти лет, с 1972 по 1982 год, общая сумма расходов составила 872,2 млн рупий. Мост был открыт в мае 1982 года премьер-министром Индирой Ганди, торжественная церемония происходила на северном конце моста, расположенного в Хаджипуре, в присутствии тысяч людей.

## Конструкция
Мост состоит из 45 промежуточных пролетов по 121,065 метра (400 фута) и двух пролетов по 65,530 метра (210 фута) с каждого конца. Проезжая часть 7,5 метра (25 фута) шириной располагает 2 полосами движения с пешеходными тротуарами по каждой стороне. Каждый пролёт имеет две консольные балки с обеих сторон.